# Heidi Løke
Heidi Løke (Tønsberg, 12 de diciembre de 1982) es una jugadora de balonmano noruega que juega dd pívot en el Larvik HK y en la selección femenina de balonmano de Noruega. Fue nombrada mejor jugadora del mundo en 2011.

## Palmarés

### Larvik HK
- Liga de Campeones de la EHF femenina (1): 2011
- Liga de Noruega de balonmano femenino (3): 2009, 2010, 2011
- Copa de Noruega de balonmano femenino (3): 2008, 2009, 2010
- Recopa de Europa de Balonmano (1): 2009

### Győri ETO KC
- Liga de Campeones de la EHF femenina (3): 2013, 2014, 2017
- Liga de Hungría de balonmano femenino (5): 2012, 2013, 2014, 2016, 2017
- Copa de Hungría de balonmano femenino (5): 2012, 2013, 2014, 2015, 2016

### Vipers Kristiansand
- Liga de Campeones de la EHF femenina (2): 2021, 2022
- Liga de Noruega de balonmano femenino (3): 2020, 2021, 2022
- Copa de Noruega de balonmano femenino (3): 2019, 2020, 2021

## Clubes
- IL Runar ( -2000)
- Larvik HK (2000-2002)
- Gjerpen IF (2002-2007)
- Aalborg DH (2007-2008)
- Larvik HK (2008-2011)
- Győri ETO KC (2011-2017)
- Storhamar Håndball Elite (2017-2019)
- Vipers Kristiansand (2019-2022)
- Larvik HK (2022- )